# 日豊汽船
日豊汽船株式会社（にっぽうきせん）は宮崎県延岡市の海運会社。延岡市の離島である島浦島への航路を運航している。

## 概要
かつては延豊汽船として、延岡市の十貫港と蒲江港（大分県佐伯市）を結ぶ日向灘沿岸航路を中心に蒲江港と島浦港を結ぶ航路などを運航していた。その後、国道388号の整備により沿岸航路は廃止され、本社を浦城港に移転、現在は浦城 - 島浦航路のみを運航している。

## 航路
- 通常 浦城港 - 島浦港（カーフェリー20分、高速艇10分）[2]

カーフェリー6往復、高速艇10往復を運航する。カーフェリー・高速艇の始発1往復は日・祝運休、カーフェリーの最終便1往復は土・日・祝運休となる。
高速艇ドック時･カーフェリーのみの運航 カーフェリー8往復、カーフェリーの運航時刻が通常と異なる。
- 荒天時 阿蘇港(北浦町) - 島浦港（高速艇8分）[3]

高速艇7往復、高速艇の運航時刻が通常と異なる。
島浦港ではカーフェリーは宇治港、高速艇は中央港を発着する。浦城港では延岡駅方面への宮崎交通宮野浦線が接続している。阿蘇港航路の最寄りのバス停は、(バス停名)阿蘇港というバス停である。(徒歩数分)
宮崎県内では唯一、離島航路整備法に基づく国庫補助対象航路に指定されている。

## 船舶

### 就航中の船舶

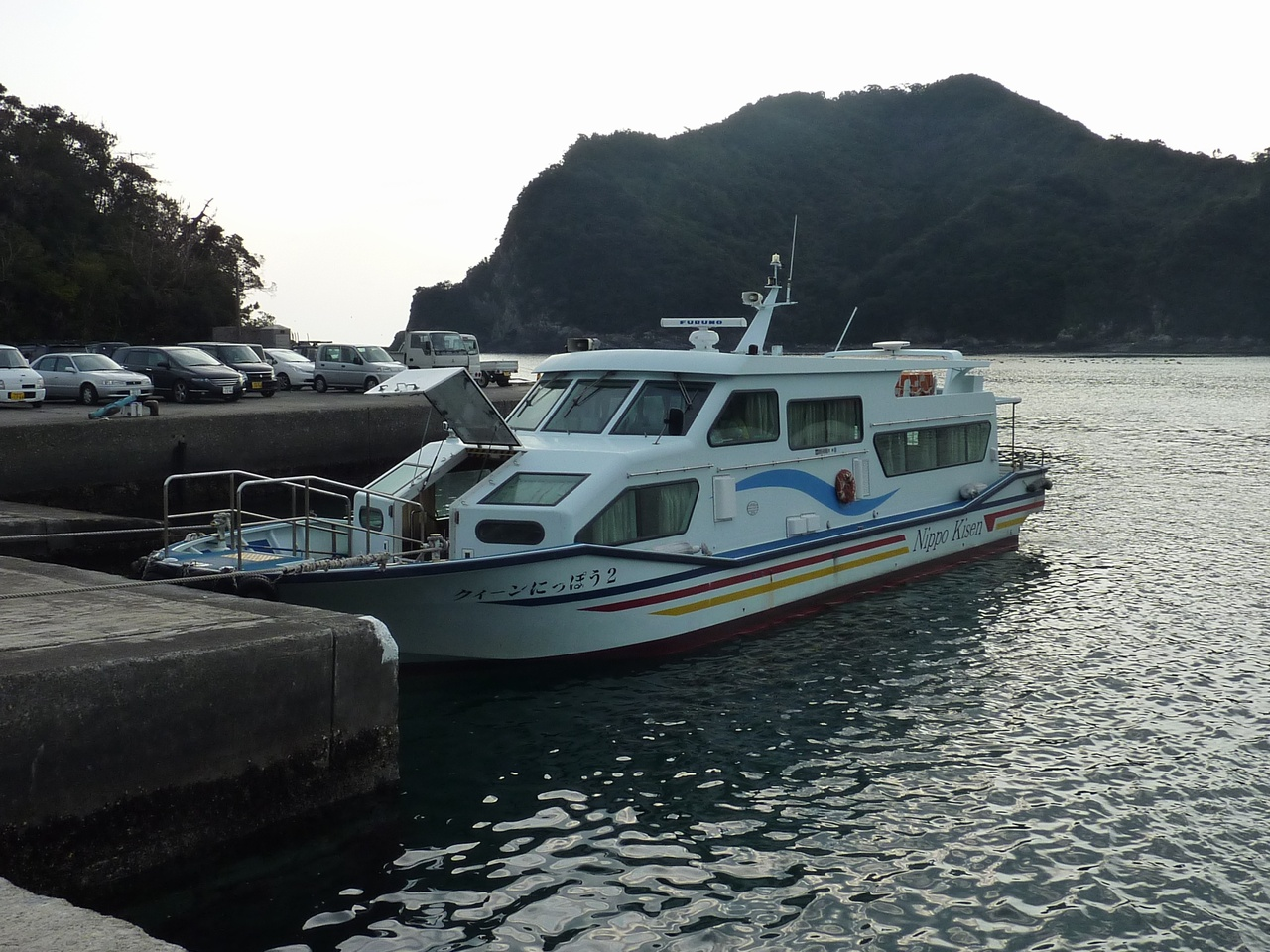
「クィーンにっぽう2」

- にっぽう3（カーフェリー）

196総トン、神原造船建造
- クィーンにっぽう2（高速艇）

2005年3月竣工、ニシエフ建造、鉄道建設・運輸施設整備支援機構共有
19総トン、FRP、ディーゼル2基、機関出力423kW×2、航海速力22.0ノット、旅客定員76名

### 過去の船舶
- にっぽう2（カーフェリー）
- にっぽう（“にっぽう1”相当）（カーフェリー）
- クィーンにっぽう（“クィーンにっぽう1”相当）（高速艇）

南海造船建造。2005年に大昭汽船へ売却され「KOGANE V」として就航した後、豊島フェリーへ売却され「まりんなつ2号」として就航。
19総トン、全長15m、航海速力19ノット、旅客定員80名